# Championnat du monde des rallyes 2010
Navigation
2009 2011
Le Championnat du monde des rallyes 2010 comporte 13 épreuves. Le 1er mai 2009, la FIA informe que les rallyes de Monte-Carlo, de Russie et d'Indonésie ne seront finalement pas présents au calendrier. Le nouveau calendrier est validé par le conseil mondial de la FIA le 24 juin 2009. Les classiques rallyes de l'Acropole et d'Australie disparaissent à leur tour, au nom de l'alternance.

## Modifications des règles
La FIA met en place de nouvelles règles à partir de l'année 2010. Un nouveau championnat, le S-WRC, est réservé aux voitures de classe S2000.
Un rallye peut se dérouler sur 2, 3 ou 4 jours, mais doit se terminer le samedi ou dimanche. Les spéciales de nuit sont autorisées mais doivent être combinées avec des spéciales de jour. Il n'existe plus de limite de kilomètres pour une spéciale, mais l'ensemble du rallye doit avoir une distance entre 300 et 500 km.
Le système de points change, les 10 premiers équipages remportent des points, 25 points pour le premier, puis 18, 15, 12, 10, 8, 6, 4, 2 et 1. Il s'agit d'un quasi retour au modèle d'avant 1997 (jusqu'à la saison 1996, la répartition des points était la suivante : 20, 15, 12, 10, 8, 6, 4, 3, 2, 1).

## Calendrier / Résultats
| Manche | Rallye                                                                | Podium | Podium             | Podium               | Podium                             | Podium            |
| Manche | Rallye                                                                | Pos.   | Pilote             | Voiture              | Equipe                             | Temps             |
| ------ | --------------------------------------------------------------------- | ------ | ------------------ | -------------------- | ---------------------------------- | ----------------- |
| 1re    | Rallye de Suède 11 février–14 février résultats détaillés             | 1er    | Mikko Hirvonen     | Ford Focus RS WRC 09 | BP Ford Abu Dhabi World Rally Team | 3 h 09 min 30 s 4 |
| 1re    | Rallye de Suède 11 février–14 février résultats détaillés             | 2e     | Sébastien Loeb     | Citroën C4 WRC       | Citroën Total World Rally Team     | 3 h 10 min 12 s 7 |
| 1re    | Rallye de Suède 11 février–14 février résultats détaillés             | 3e     | Jari-Matti Latvala | Ford Focus RS WRC 09 | BP Ford Abu Dhabi World Rally Team | 3 h 10 min 45 s 8 |
|        |                                                                       |        |                    |                      |                                    |                   |
| 2e     | Rallye du Mexique 5 mars–7 mars résultats détaillés                   | 1er    | Sébastien Loeb     | Citroën C4 WRC       | Citroën Total World Rally Team     | 3 h 42 min 41 s 7 |
| 2e     | Rallye du Mexique 5 mars–7 mars résultats détaillés                   | 2e     | Petter Solberg     | Citroën C4 WRC       | Petter Solberg World Rally Team    | 3 h 43 min 05 s 9 |
| 2e     | Rallye du Mexique 5 mars–7 mars résultats détaillés                   | 3e     | Sébastien Ogier    | Citroën C4 WRC       | Citroën Junior Team                | 3 h 43 min 07 s 0 |
|        |                                                                       |        |                    |                      |                                    |                   |
| 3e     | Rallye de Jordanie 1er avril–3 avril résultats détaillés              | 1er    | Sébastien Loeb     | Citroën C4 WRC       | Citroën Total World Rally Team     | 3 h 51 min 35 s 9 |
| 3e     | Rallye de Jordanie 1er avril–3 avril résultats détaillés              | 2e     | Jari-Matti Latvala | Ford Focus RS WRC 09 | BP Ford Abu Dhabi World Rally Team | 3 h 52 min 11 s 7 |
| 3e     | Rallye de Jordanie 1er avril–3 avril résultats détaillés              | 3e     | Petter Solberg     | Citroën C4 WRC       | Petter Solberg World Rally Team    | 3 h 52 min 47 s 7 |
|        |                                                                       |        |                    |                      |                                    |                   |
| 4e     | Rallye de Turquie 16 avril–18 avril résultats détaillés               | 1er    | Sébastien Loeb     | Citroën C4 WRC       | Citroën Total World Rally Team     | 3 h 01 min 38 s 7 |
| 4e     | Rallye de Turquie 16 avril–18 avril résultats détaillés               | 2e     | Petter Solberg     | Citroën C4 WRC       | Petter Solberg World Rally Team    | 3 h 02 min 33 s 2 |
| 4e     | Rallye de Turquie 16 avril–18 avril résultats détaillés               | 3e     | Mikko Hirvonen     | Ford Focus RS WRC 09 | BP Ford Abu Dhabi World Rally Team | 3 h 03 min 22 s 1 |
|        |                                                                       |        |                    |                      |                                    |                   |
| 5e     | Rallye de Nouvelle-Zélande 6 mai–9 mai résultats détaillés            | 1er    | Jari-Matti Latvala | Ford Focus RS WRC 09 | BP Ford Abu Dhabi World Rally Team | 4 h 04 min 09 s 8 |
| 5e     | Rallye de Nouvelle-Zélande 6 mai–9 mai résultats détaillés            | 2e     | Sébastien Ogier    | Citroën C4 WRC       | Citroën Junior Team                | 4 h 04 min 12 s 2 |
| 5e     | Rallye de Nouvelle-Zélande 6 mai–9 mai résultats détaillés            | 3e     | Sébastien Loeb     | Citroën C4 WRC       | Citroën Total World Rally Team     | 4 h 04 min 25 s 0 |
|        |                                                                       |        |                    |                      |                                    |                   |
| 6e     | Rallye du Portugal 28 mai–30 mai résultats détaillés                  | 1er    | Sébastien Ogier    | Citroën C4 WRC       | Citroën Junior Team                | 3 h 51 min 16 s 1 |
| 6e     | Rallye du Portugal 28 mai–30 mai résultats détaillés                  | 2e     | Sébastien Loeb     | Citroën C4 WRC       | Citroën Total World Rally Team     | 3 h 51 min 24 s 0 |
| 6e     | Rallye du Portugal 28 mai–30 mai résultats détaillés                  | 3e     | Daniel Sordo       | Citroën C4 WRC       | Citroën Total World Rally Team     | 3 h 52 min 33 s 7 |
|        |                                                                       |        |                    |                      |                                    |                   |
| 7e     | Rallye de Bulgarie 9 juillet–11 juillet résultats détaillés           | 1er    | Sébastien Loeb     | Citroën C4 WRC       | Citroën Total World Rally Team     | 3 h 02 min 39 s 2 |
| 7e     | Rallye de Bulgarie 9 juillet–11 juillet résultats détaillés           | 2e     | Daniel Sordo       | Citroën C4 WRC       | Citroën Total World Rally Team     | 3 h 03 min 08 s 7 |
| 7e     | Rallye de Bulgarie 9 juillet–11 juillet résultats détaillés           | 3e     | Petter Solberg     | Citroën C4 WRC       | Petter Solberg World Rally Team    | 3 h 03 min 15 s 5 |
|        |                                                                       |        |                    |                      |                                    |                   |
| 8e     | Rallye de Finlande 30 juillet–1er août résultats détaillés            | 1er    | Jari-Matti Latvala | Ford Focus RS WRC 09 | BP Ford Abu Dhabi World Rally Team | 2 h 31 min 29 s 6 |
| 8e     | Rallye de Finlande 30 juillet–1er août résultats détaillés            | 2e     | Sébastien Ogier    | Citroën C4 WRC       | Citroën Total World Rally Team     | 2 h 31 min 39 s 7 |
| 8e     | Rallye de Finlande 30 juillet–1er août résultats détaillés            | 3e     | Sébastien Loeb     | Citroën C4 WRC       | Citroën Total World Rally Team     | 2 h 31 min 55 s 6 |
|        |                                                                       |        |                    |                      |                                    |                   |
| 9e     | Rallye d'Allemagne 20 août–22 août résultats détaillés                | 1er    | Sébastien Loeb     | Citroën C4 WRC       | Citroën Total World Rally Team     | 3 h 59 min 38 s 3 |
| 9e     | Rallye d'Allemagne 20 août–22 août résultats détaillés                | 2e     | Daniel Sordo       | Citroën C4 WRC       | Citroën Total World Rally Team     | 4 h 00 min 29 s 6 |
| 9e     | Rallye d'Allemagne 20 août–22 août résultats détaillés                | 3e     | Sébastien Ogier    | Citroën C4 WRC       | Citroën Junior Team                | 4 h 01 min 51 s 6 |
|        |                                                                       |        |                    |                      |                                    |                   |
| 10e    | Rallye du Japon 10 septembre–12 septembre résultats détaillés         | 1er    | Sébastien Ogier    | Citroën C4 WRC       | Citroën Total World Rally Team     | 3 h 10 min 26 s 4 |
| 10e    | Rallye du Japon 10 septembre–12 septembre résultats détaillés         | 2e     | Petter Solberg     | Citroën C4 WRC       | Petter Solberg World Rally Team    | 3 h 10 min 42 s 1 |
| 10e    | Rallye du Japon 10 septembre–12 septembre résultats détaillés         | 3e     | Jari-Matti Latvala | Ford Focus RS WRC 09 | BP Ford Abu Dhabi World Rally Team | 3 h 10 min 52 s 4 |
|        |                                                                       |        |                    |                      |                                    |                   |
| 11e    | Rallye d'Alsace 1er octobre–3 octobre résultats détaillés             | 1er    | Sébastien Loeb     | Citroën C4 WRC       | Citroën Total World Rally Team     | 3 h 05 min 49 s 3 |
| 11e    | Rallye d'Alsace 1er octobre–3 octobre résultats détaillés             | 2e     | Daniel Sordo       | Citroën C4 WRC       | Citroën Total World Rally Team     | 3 h 06 min 25 s 0 |
| 11e    | Rallye d'Alsace 1er octobre–3 octobre résultats détaillés             | 3e     | Petter Solberg     | Citroën C4 WRC       | Petter Solberg World Rally Team    | 3 h 07 min 05 s 8 |
|        |                                                                       |        |                    |                      |                                    |                   |
| 12e    | Rallye de Catalogne 22 octobre–24 octobre résultats détaillés         | 1er    | Sébastien Loeb     | Citroën C4 WRC       | Citroën Total World Rally Team     | 3 h 32 min 59 s 7 |
| 12e    | Rallye de Catalogne 22 octobre–24 octobre résultats détaillés         | 2e     | Petter Solberg     | Citroën C4 WRC       | Petter Solberg World Rally Team    | 3 h 33 min 35 s 0 |
| 12e    | Rallye de Catalogne 22 octobre–24 octobre résultats détaillés         | 3e     | Daniel Sordo       | Citroën C4 WRC       | Citroën Total World Rally Team     | 3 h 33 min 40 s 8 |
|        |                                                                       |        |                    |                      |                                    |                   |
| 13e    | Rallye de Grande-Bretagne 12 novembre–14 novembre résultats détaillés | 1er    | Sébastien Loeb     | Citroën C4 WRC       | Citroën Total World Rally Team     | 3 h 14 min 54 s 0 |
| 13e    | Rallye de Grande-Bretagne 12 novembre–14 novembre résultats détaillés | 2e     | Petter Solberg     | Citroën C4 WRC       | Petter Solberg World Rally Team    | 3 h 15 min 13 s 1 |
| 13e    | Rallye de Grande-Bretagne 12 novembre–14 novembre résultats détaillés | 3e     | Jari-Matti Latvala | Ford Focus RS WRC 09 | BP Ford Abu Dhabi World Rally Team | 3 h 16 min 29 s 3 |
|        |                                                                       |        |                    |                      |                                    |                   |

## Écuries et pilotes
| Écurie                                    | Constructeur | Voiture                   | Pilote                    | Copilote             | Manches         |
| ----------------------------------------- | ------------ | ------------------------- | ------------------------- | -------------------- | --------------- |
| Citroën Total WRT (écurie officielle)     | Citroën      | Citroën C4 WRC            | Sébastien Loeb            | Daniel Elena         | Toutes          |
| Citroën Total WRT (écurie officielle)     | Citroën      | Citroën C4 WRC            | Dani Sordo                | Marc Martí           | 1-7             |
| Citroën Total WRT (écurie officielle)     | Citroën      | Citroën C4 WRC            | Dani Sordo                | Diego Vallejo        | 9, 11-12        |
| Citroën Total WRT (écurie officielle)     | Citroën      | Citroën C4 WRC            | Sébastien Ogier           | Julien Ingrassia     | 8, 10, 13       |
| Citroën Junior Team                       | Citroën      | Citroën C4 WRC            | Sébastien Ogier           | Julien Ingrassia     | 1-7, 9, 11-12   |
| Citroën Junior Team                       | Citroën      | Citroën C4 WRC            | Kimi Räikkönen            | Kaj Lindström        | 1-4, 6-13       |
| Citroën Junior Team                       | Citroën      | Citroën C4 WRC            | Dani Sordo                | Marc Martí           | 8               |
| Citroën Junior Team                       | Citroën      | Citroën C4 WRC            | Dani Sordo                | Diego Vallejo        | 10, 13          |
| Petter Solberg WRT                        | Citroën      | Citroën C4 WRC            | Petter Solberg            | Phil Mills           | 1-6             |
| Petter Solberg WRT                        | Citroën      | Citroën C4 WRC            | Petter Solberg            | Chris Patterson      | 7-13            |
| Privé                                     | Citroën      | Citroën Xsara WRC         | Yvan Muller               | Gilles Mondésir      | 11              |
| BP Ford Abu Dhabi WRT (écurie officielle) | Ford         | Ford Focus WRC (phase 3)  | Mikko Hirvonen            | Jarmo Lehtinen       | Toutes          |
| BP Ford Abu Dhabi WRT (écurie officielle) | Ford         | Ford Focus WRC (phase 3)  | Jari-Matti Latvala        | Miikka Anttila       | Toutes          |
| BP Ford Abu Dhabi WRT (écurie officielle) | Ford         | Ford Focus WRC (phase 3)  | Khalid Al-Qassimi         | Michael Orr          | 1, 6, 8-13      |
| Stobart M-Sport Ford RT                   | Ford         | Ford Focus WRC (phase 3)  | Marcus Grönholm           | Timo Rautiainen      | 1               |
| Stobart M-Sport Ford RT                   | Ford         | Ford Focus WRC (phase 3)  | Henning Solberg           | Ilka Minor           | 1-6, 8, 10      |
| Stobart M-Sport Ford RT                   | Ford         | Ford Focus WRC (phase 3)  | Henning Solberg           | Stéphane Prévot      | 13              |
| Stobart M-Sport Ford RT                   | Ford         | Ford Focus WRC (phase 3)  | Matthew Wilson            | Scott Martin         | Toutes          |
| Stobart M-Sport Ford RT                   | Ford         | Ford Focus WRC (phase 3)  | Mattias Therman           | Janne Perälä         | 1, 8            |
| Stobart M-Sport Ford RT                   | Ford         | Ford Focus WRC (phase 3)  | Per-Gunnar Andersson      | Jonas Andersson      | 7               |
| Stobart M-Sport Ford RT                   | Ford         | Ford Focus WRC (phase 3)  | Juha Kankkunen            | Juha Repo            | 8               |
| Stobart M-Sport Ford RT                   | Ford         | Ford Focus WRC (phase 3)  | François Duval            | Denis Giraudet       | 9               |
| Stobart M-Sport Ford RT                   | Ford         | Ford Focus WRC (phase 3)  | Cao Dong Liu              | Anthony McLoughlin   | 13              |
| Stobart M-Sport Ford RT                   | Ford         | Ford Focus WRC (phase 3)  | Ken Block                 | Alessandro Gelsomino | 11-12           |
| Monster WRT                               | Ford         | Ford Focus WRC (phase 3)  | Ken Block                 | Alessandro Gelsomino | 2, 4, 6, 8, 13  |
| Van Merksteijn Motorsport                 | Ford         | Ford Focus WRC (phase 3)  | Peter van Merksteijn      | Erwin Mombaerts      | 1               |
| Van Merksteijn Motorsport                 | Ford         | Ford Focus WRC (phase 3)  | Peter van Merksteijn, Jr. | Eddy Chevaillier     | 1               |
| Van Merksteijn Motorsport                 | Ford         | Ford Focus WRC (phase 3)  | Bernhard ten Brinke       | Eddy Chevaillier     | 9               |
| Munchi's Ford WRT                         | Ford         | Ford Focus WRC (phase 3)  | Federico Villagra         | Jorge Perez Companc  | 2-3, 5-6, 10-11 |
| Munchi's Ford WRT                         | Ford         | Ford Focus WRC (phase 3)  | Federico Villagra         | José Luis Díaz       | 4, 12           |
| Privé                                     | Ford         | Ford Focus WRC (phase 3)  | Laurent Carbonaro         | Thierry Leon         | 6               |
| Privé                                     | Ford         | Ford Focus WRC (phase 3)  | Erik van Loon             | Harmen Scholtalbers  | 9               |
| Privé                                     | Ford         | Ford Focus WRC (phase 3)  | Peter Stephenson          | Dai Roberts          | 13              |
| Privé                                     | Ford         | Ford Focus WRC (phase 2)  | Jouni Arolainen           | Jouko Puhakka        | 1               |
| Privé                                     | Ford         | Ford Focus WRC (phase 2)  | Jouni Arolainen           | Matti-Jussi Partanen | 8               |
| Ipatec Racing                             | Ford         | Ford Focus WRC (phase 3)  | Dennis Kuipers            | Frédéric Miclotte    | 1               |
| Ipatec Racing                             | Ford         | Ford Focus WRC (phase 3)  | René Kuipers              | Erwin Berkhof        | 6, 13           |
| Ipatec Racing                             | Subaru       | Subaru Impreza S14 WRC    | René Kuipers              | Erwin Berkhof        | 1               |
| Ipatec Racing                             | Subaru       | Subaru Impreza S14 WRC    | René Kuipers              | Kees Hagman          | 9               |
| Privé                                     | Subaru       | Subaru Impreza S14 WRC    | Mark van Eldik            | Robin Buysmans       | 9               |
| Privé                                     | Subaru       | Subaru Impreza S14 WRC    | Edwin Schilt              | Jacco de Kluijver    | 9               |
| Adapta AS                                 | Subaru       | Subaru Impreza S14 WRC    | Mads Østberg              | Jonas Andersson      | 6               |
| Adapta AS                                 | Subaru       | Subaru Impreza S12B WRC   | Mads Østberg              | Jonas Andersson      | 1, 8, 13        |
| Privé                                     | Subaru       | Subaru Impreza S12 WRC    | Gert Huzink               | Aaldert Aaltink      | 9               |
| Privé                                     | Peugeot      | Peugeot 307 WRC           | Jean-Marie Cuoq           | Pascal Duffour       | 6               |
| Privé                                     | Peugeot      | Peugeot 307 WRC           | Spýros Pavlídis           | Denis Giraudet       | 6               |
| Synergon Turán                            | Peugeot      | Peugeot 307 WRC           | Frigyes Turán             | Gábor Zsiros         | 6, 8, 11        |
| Synergon Turán                            | Ford         | Ford Focus WRC (phase 3)  | Frigyes Turán             | Gábor Zsiros         | 12              |
| Privé                                     | Škoda        | Škoda Fabia WRC           | Erik Wevers               | Michiel Poel         | 9               |
| Privé                                     | Mitsubishi   | Mitsubishi Lancer WRC '05 | Bert de Jong              | Ton Hillen           | 9               |
| Privé                                     | Mitsubishi   | Mitsubishi Lancer WRC     | Henk Vossen               | Johan Findhammer     | 9               |

## Classement
| Classement pilotes | Classement pilotes   | Classement pilotes | Classement pilotes | Classement pilotes | Classement pilotes | Classement pilotes | Classement pilotes | Classement pilotes | Classement pilotes | Classement pilotes | Classement pilotes | Classement pilotes | Classement pilotes | Classement pilotes | Classement pilotes |
| Rang               | Pilote               | Rallyes            | Rallyes            | Rallyes            | Rallyes            | Rallyes            | Rallyes            | Rallyes            | Rallyes            | Rallyes            | Rallyes            | Rallyes            | Rallyes            | Rallyes            | Total points       |
| Rang               | Pilote               | SUE                | MEX                | JOR                | TUR                | NZL                | POR                | BUL                | FIN                | GER                | JPN                | FRA                | ESP                | GBR                | Total points       |
| ------------------ | -------------------- | ------------------ | ------------------ | ------------------ | ------------------ | ------------------ | ------------------ | ------------------ | ------------------ | ------------------ | ------------------ | ------------------ | ------------------ | ------------------ | ------------------ |
| 1er                | Sébastien Loeb       | 18                 | 25                 | 25                 | 25                 | 15                 | 18                 | 25                 | 15                 | 25                 | 10                 | 25                 | 25                 | 25                 | 276                |
| 2e                 | Jari-Matti Latvala   | 15                 | 10                 | 18                 | 4                  | 25                 | Ab.                | 8                  | 25                 | 12                 | 15                 | 12                 | 12                 | 15                 | 171                |
| 3e                 | Petter Solberg       | 2                  | 18                 | 15                 | 18                 | Ab.                | 10                 | 15                 | 12                 | 10                 | 18                 | 15                 | 18                 | 18                 | 169                |
| 4e                 | Sébastien Ogier      | 10                 | 15                 | 8                  | 12                 | 18                 | 25                 | 12                 | 18                 | 15                 | 25                 | 8                  | 1                  | Ab.                | 167                |
| 5e                 | Daniel Sordo         | 12                 | 0                  | 12                 | Ab.                | 10                 | 15                 | 18                 | 10                 | 18                 | 12                 | 18                 | 15                 | 10                 | 150                |
| 6e                 | Mikko Hirvonen       | 25                 | 12                 | 0                  | 15                 | 12                 | 12                 | 10                 | Ab.                | Ab.                | 8                  | 10                 | 10                 | 12                 | 126                |
| 7e                 | Matthew Wilson       | 6                  | 0                  | 10                 | 6                  | 8                  | 8                  | 2                  | 8                  | 8                  | 0                  | 4                  | 8                  | 6                  | 74                 |
| 8e                 | Henning Solberg      | 8                  | 8                  | 2                  | 0                  | 6                  | Ab.                | 1                  | Ab.                | 0                  | 6                  | 2                  | 4                  | 8                  | 45                 |
| 9e                 | Federico Villagra    | -                  | 6                  | 6                  | 8                  | 2                  | 4                  | -                  | -                  | -                  | 4                  | 6                  | 0                  | -                  | 36                 |
| 10e                | Kimi Räikkönen       | 0                  | Ab.                | 4                  | 10                 | -                  | 1                  | 0                  | 0                  | 6                  | Ab.                | Ab.                | Ab.                | 4                  | 25                 |
| 11e                | Mads Østberg         | 4                  | -                  | -                  | -                  | 0                  | 6                  | -                  | 6                  | 0                  | -                  | Ab.                | -                  | 2                  | 18                 |
| 12e                | Khalid Al-Quassimi   | 0                  | -                  | -                  | -                  | -                  | 2                  | -                  | Ab.                | 4                  | Ab.                | 0                  | 6                  | 0                  | 12                 |
| 13e                | Per-Gunnar Andersson | 1                  | -                  | 0                  | -                  | -                  | 0                  | 6                  | 1                  | 0                  | -                  | -                  | -                  | -                  | 8                  |
| 14e                | Xavier Pons          | -                  | 4                  | 1                  | -                  | 1                  | 0                  | -                  | -                  | 0                  | -                  | 0                  | -                  | 0                  | 6                  |
| 14e                | Jari Ketomaa         | -                  | -                  | 0                  | -                  | 4                  | 0                  | -                  | Ab.                | -                  | 2                  | 0                  | -                  | Ab.                | 6                  |
| 16e                | Frigyes Turan        | -                  | -                  | -                  | -                  | -                  | -                  | 4                  | -                  | -                  | -                  | Ab.                | Ab.                | -                  | 4                  |
| 16e                | Juha Kankkunen       | -                  | -                  | -                  | -                  | -                  | -                  | -                  | 4                  | -                  | -                  | -                  | -                  | -                  | 4                  |
| 18e                | Martin Prokop        | 0                  | 2                  | -                  | -                  | 0                  | -                  | -                  | 0                  | 0                  | 1                  | 0                  | -                  | -                  | 3                  |
| 19e                | Dennis Kuipers (en)  | 0                  | -                  | -                  | 2                  | -                  | 0                  | 0                  | Ab.                | 0                  | -                  | -                  | 0                  | Ab.                | 2                  |
| 19e                | Juho Hanninen        | -                  | -                  | -                  | -                  | -                  | Ab.                | -                  | 2                  | -                  | -                  | -                  | -                  | -                  | 2                  |
| 19e                | Mark Van Eldik       | -                  | -                  | -                  | -                  | -                  | -                  | -                  | -                  | 2                  | -                  | -                  | -                  | -                  | 2                  |
| 19e                | Patrick Sandell      | -                  | -                  | -                  | -                  | -                  | -                  | -                  | -                  | 1                  | -                  | 1                  | -                  | 0                  | 2                  |
| 19e                | Ken Block            | -                  | 0                  | -                  | 0                  | -                  | Ab.                | -                  | -                  | Ab.                | -                  | 0                  | 2                  | 0                  | 2                  |
| 24e                | Armindo Araujo       | 0                  | 1                  | 0                  | -                  | -                  | 0                  | -                  | -                  | 0                  | -                  | 0                  | -                  | 0                  | 1                  |
| 24e                | Aaron Burkart        | -                  | -                  | -                  | 1                  | -                  | 0                  | -                  | -                  | 0                  | -                  | 0                  | 0                  | -                  | 1                  |
| 24e                | Andreas Mikkelsen    | 0                  | -                  | -                  | -                  | -                  | -                  | -                  | -                  | -                  | -                  | 0                  | -                  | 1                  | 1                  |

| Couleur | Résultat                                                         |
| ------- | ---------------------------------------------------------------- |
| Or      | Vainqueur                                                        |
| Argent  | 2e place                                                         |
| Bronze  | 3e place                                                         |
| Vert    | Classé, dans les points                                          |
| Bleu    | Classé, hors des points Non classé (Nc.)                         |
| Mauve   | Abandon (Ab.) Retrait (Re.)                                      |
| Noir    | Disqualifié (Dq.)                                                |
| Blanc   | N'a pas pris le départ (Np.) Forfait (Forf.) Épreuve annulée (A) |
| Aucune  | N'a pas participé (-)                                            |

| Classement constructeurs | Classement constructeurs           | Classement constructeurs | Classement constructeurs | Classement constructeurs | Classement constructeurs | Classement constructeurs | Classement constructeurs | Classement constructeurs | Classement constructeurs | Classement constructeurs | Classement constructeurs | Classement constructeurs | Classement constructeurs | Classement constructeurs | Classement constructeurs |
| Rang                     | Équipe                             | Rallyes                  | Rallyes                  | Rallyes                  | Rallyes                  | Rallyes                  | Rallyes                  | Rallyes                  | Rallyes                  | Rallyes                  | Rallyes                  | Rallyes                  | Rallyes                  | Rallyes                  | Total points             |
| Rang                     | Équipe                             | SUE                      | MEX                      | JOR                      | TUR                      | NZL                      | POR                      | BUL                      | FIN                      | GER                      | JPN                      | FRA                      | ESP                      | GBR                      | Total points             |
| ------------------------ | ---------------------------------- | ------------------------ | ------------------------ | ------------------------ | ------------------------ | ------------------------ | ------------------------ | ------------------------ | ------------------------ | ------------------------ | ------------------------ | ------------------------ | ------------------------ | ------------------------ | ------------------------ |
| 1er                      | Citroën Total World Rally Team     | 30                       | 31                       | 40                       | 25                       | 30                       | 33                       | 43                       | 33                       | 43                       | 37                       | 43                       | 43                       | 25                       | 456                      |
| 2e                       | BP Ford Abu Dhabi World Rally Team | 40                       | 27                       | 20                       | 24                       | 40                       | 12                       | 22                       | 25                       | 12                       | 28                       | 27                       | 27                       | 33                       | 337                      |
| 3e                       | Citroën Junior Team                | 14                       | 18                       | 16                       | 27                       | -                        | 31                       | 19                       | 20                       | 23                       | 15                       | 10                       | 6                        | 18                       | 217                      |
| 4e                       | Stobart M-Sport Ford Rally Team    | 14                       | 14                       | 16                       | 12                       | 18                       | 10                       | 14                       | 10                       | 10                       | 12                       | 10                       | 18                       | 18                       | 176                      |
| 5e                       | Munchi's Ford World Rally Team     | -                        | 8                        | 8                        | 10                       | 6                        | 8                        | -                        | -                        | -                        | 6                        | 8                        | 4                        | -                        | 58                       |